# (95219) Borgman
(95219) Borgman (2002 CT14) – planetoida z grupy pasa głównego asteroid okrążająca Słońce w ciągu 5,48 lat w średniej odległości 3,11 j.a. Odkryta 8 lutego 2002 roku.